# 叙利亚内战年表 (2012年1月—2012年4月)
本页面记述2012年1月至4月叙利亚内战的主要事件。

## 一月

### 上旬
1月1日
多个城市的许多叙利亚人在新年第一天的凌晨举行反政府的游行活动，其中有大马士革Midan地区，霍姆斯的Baba Amr地区，以及伊德利卜。LCC宣布他们已经证实有5862人在2011年死亡，其中包括287名遭受酷刑而死的关押者。当天共有8名示威者被政府部隊殺害，其中數人在大马士革郊区Daria被殺。
为英国《卫报》写文章的新保守主义评论家、记者Nick Cohen表示：西方国家应该军事介入叙利亚局势，以推翻巴沙尔·阿萨德的暴政和阻止政府部队持续践踏人权。该报也报道了叙当局在阿勒颇制造了一种新的酷刑方式——被捕者被迫站在加热的金属上直到他们认罪忏悔或脚部被毁为止。
阿盟议会呼吁召回观察团，议会发言人Ali El-Salem El-Dekbas说观察团未能有效阻止叙政府对自己人民的暴力行动，叙当局反而在阿盟的注视下继续实施反人道的罪行。
1月2日
阿盟秘书长纳比勒·阿拉比对于阿盟议会要求召回观察团的要求表态称：观察员已经对叙政府产生了压力，叙政府已经将坦克从城市撤出，3500名被关押者也得到释放，人道救援可以实施。不过，他承认在一些城市还有不少狙击手和射杀行为的发生。反政府的活动家则对《洛杉矶时报》表示：许多坦克并没有撤出，它们只是被隐藏了起来而已。同时，以色列国防部长埃胡德·巴拉克在以色列国会上表示：他认为阿萨德还能掌权多久在数周内就能知晓。
叙利亚革命委员会表示：当地时间上午九点，有四人被政府部队打死。叙利亚阿拉伯通讯社报道：一名学校工作者被武装分子打死，一个前几天在大马士革德拉雅遭受枪伤的國營電台记者当天去世。
叙人权观察表示：在北部的伊德利卜省，自由军攻佔了兩個政府軍检查站並且俘虜了多名政府軍士兵。
1月3日
叙人权观察表示：在Jassem一些士兵发生变节后，政府部队袭击变节士兵，导致至少18人喪生。后来政府部队搜查该地区，逮捕了超过100人。一些目击者称：在哈马的集会上，一些人被安全部队打死。叙政府宣布“恐怖分子”破坏了一个位于Rastan附近的油气管道，阻断了一些地区的电力供应。自由军的指挥官利雅得·阿萨德说在未来的日子里他领导的部队会扩大战斗的规模。
法国总统萨科奇指控巴沙尔·阿萨德在叙国内犯下大屠杀的罪行。法国外长阿兰·朱佩表示叙政府不应该限制阿盟观察员的行动。阿盟准备在1月8日举行一次紧急会议，以检查观察团过去几天的工作并讨论观察团未来的任务。
1月4日
《卫报》和其他主流媒体报道叙利亚国防部一名负责审计和督察工作的高官Mahmoud Sleiman Hajj Hamad变节投向了反对派阵营。他在开罗举办了一个记者会宣布他已经变节。在半島電視台对他的采访中，他否认叙当局宣称的正在进行的暴力活动是来自于国外的恐怖分子制造的说法。他说
“叙当局所说的是武装组织杀害了抗议者的言辞都是谎言”，“我可以肯定没有武装组织，死的人都是非武装的平民示威者。”
他说自从2011年3月以来叙政府已经花了4000万美元（20亿叙利亚镑）给效忠政府的士兵以让他们镇压集会运动，政府部队在大量坦克的支援下鎮壓全国各地的抗议活动。
“在审计中，我发现20亿叙利亚镑分给了情报部和国防部。我们看到他们使用装甲车和巴士运载士兵去杀害年轻的抗议者。这些都是自示威起初爆发后就已经发生了的事实。”
他也表示许多政府官员和公务员早就想变节了，只不过害怕遭到报复而不敢公开而已。
“叙利亚政府的官员就像活在监狱中一样……他们到任何地方都必须至少有一名政府士兵陪同。”
他表示他有证据证明伊朗和伊拉克政府支持叙政府的镇压行动。他也称赞自由军的英勇举动。
LCC报道安全部队的行动导致至少5人死亡，以及大量人员受伤。叙利亚全国委员会公布了一个新的官方网站syriancouncil.org（页面存档备份，存于）。
1月5日
卡塔尔首相哈马德·本·贾西姆·阿勒萨尼在纽约与联合国秘书长潘基文举行过会谈后表态批评观察团，他建议联合国参与培训阿盟成员如何进行人权状况评估。路透社报道阿盟很可能继续让观察员留在叙利亚执行任务。同时，全国委员会主席伯翰·加利昂建议：相比2011年利比亚内战，针对叙利亚有限的军事干预不必由北约领导。伊朗外交政策与国家安全委员会主席Alaeddin Boroujerdi指责土耳其因批评叙政府和庇护自由军和其他叙利亚政治异议分子从而“威胁地区稳定” ，他呼吁土耳其修正自己的立场。
叙政府报道说已经释放了552名“手上没有染血”的关押者。库尔德人媒体报道政府狙击手导致一名年青的库尔德人在Harasta死亡，另外3人在卡米什利受伤。
1月6日-“真主带来的胜利星期五”
叙国家媒体报道在大马士革Midan地区发生一起自杀式炸弹袭击。报道称袭击对象是运载警察的巴士，导致25人死亡和46人受伤。叙政府立即谴责称这是“针对无辜平民的恐怖主义行动的延续”，“反映出凶手的犯罪思想和与国家价值观的对抗”。不过自由军和全国委员会都谴责说这是叙利亚当局的又一个阴谋诡计，当局制造此类伪旗行动还是要继续转移矛盾视线并为继续镇压示威活动制造借口。SANA后来报道“恐怖分子”炸毁了一个连接哈马省和伊德利卜省的石油管道。
Al Arabiya报道：在大马士革Arbeen地区政府部队朝正在该地区检查的观察团开火后，该小组成员已经被阿盟撤回。CNN报道事发时示威者正包围在观察团周围并喊着反政府的口号，因此安全部队士兵朝人群开火，导致一些观察团成员受伤。
一名反对派成员表示：他从政府部队手中掌握到了叙政府正准备在阿勒颇策划另一起炸弹袭击事件的消息。

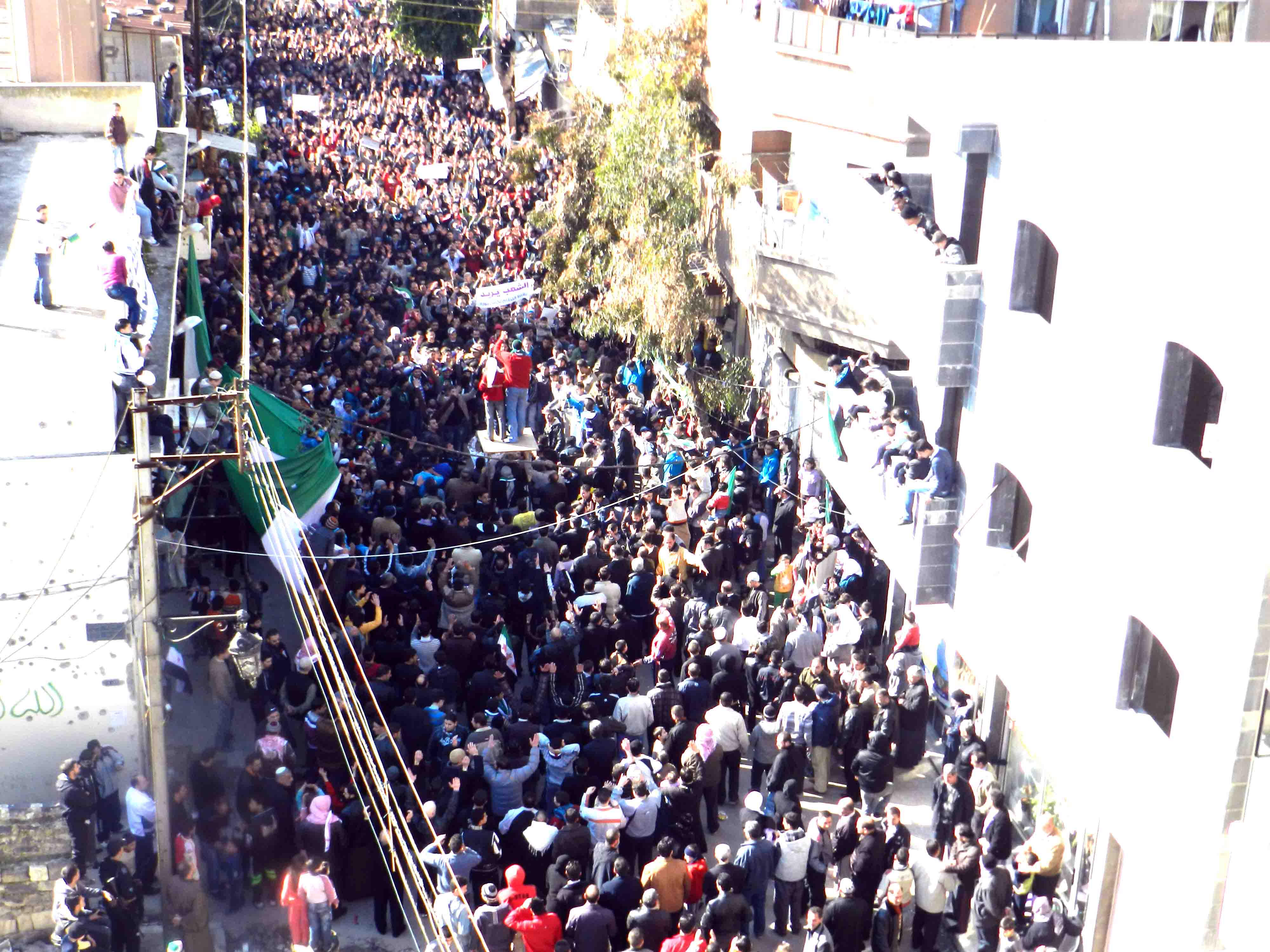
2月3日在霍姆斯的Bab Dreeb地区举行的抗议活动

当天的口号是“Friday of Victory from God”，活动家表示至少35人死亡。其中在大马士革Kfar Souseh郊区，一名目击者说他看到政府部队朝集会者开火。在阿勒颇、伊德利卜、卡米什利、代尔祖尔、霍姆斯以及大马士革的部分地区都有大型抗议活动的发生。LCC报道在Rastan有3名试图变节的士兵被射杀。
叙利亚军队的将军Mustapha Ahmed el Sheick变节加入了自由军，成为至今职称最高的变节军官。
1月7日
叙利亚空军后勤部的上校Afeef Mahmoud Suleima变节脱离了政府军，跟他一起变节的有至少50名下属成员。他在Al Jazeera宣布他已经变节并命令他的属下保护哈马的示威者。他说：“我们脱离政府军是因为政府正在屠杀平民示威者，叙利亚军队使用重型武器、空袭和坦克等攻击哈马……我们请求阿盟观察员去访问遭到空袭的重灾区，这样你们就能看到那些地区所遭受的破坏有多么严重，我们请求你们派一些人查看哈马的三个墓地，那里有超过460座坟墓”。
在大马士革，有数千名支持政府的人聚集在一个清真寺为死于6日炸弹袭击的11名警察（叙政府宣称的）举行葬礼。反对派指责叙政府制造炸弹袭击后虚假的电视画面，他们指出三处画面有明显的错误：一个画面显示一名原先躺在地上的伤者竟然在画面的结尾处站立了起来；一个画面显示一个拿着扩音器的男子（叙国家媒体报道说他是国家电视台的记者）竟然在大街上摆放“成袋的白菜” ，这样做的目的是故意给人造成一些死伤者是正在附近市场做买卖的百姓的印象；第三个画面是一个人正把警察盾牌往遭受袭击的伤者中间摆放。
同日扎巴达尼战役開始。
1月8日
叙人权观察报道：在德拉省的Basr al-Harir镇，变节军与政府部队的交火导致许多人死亡，死者包括11名士兵。LCC报道说在代尔祖尔也有槍炮声。阿盟外长举行会议，讨论观察团的任务并听取观察团负责人穆罕默德·艾哈迈德·穆斯塔法·达比（Mohammed Ahmed Mustafa al-Dabi）将军做出的第一份报告。阿盟在听取报告后决定延长观察团的使命，并呼吁叙利亚各方停止暴力行动。
1月9日
活动家表示当天至少21人死亡，死亡事件主要发生在哈马市和伊德利卜省。
1月10日
巴沙尔·阿萨德在大马士革大学发表了两个小时的演讲，成为他自2011年6月以来的首次公开讲话，也是自示威发生至今的第四次公开讲话。他说因为他得到了叙人民的支持所以他会继续执政；他宣称如果叙利亚人有勇气的话那么胜利就会来临；他谴责“外国阴谋势力”支持反抗叙当局的“动乱活动”；他猛烈抨击阿拉伯联盟没有保护阿拉伯世界的利益；他反复声称国内的“动乱分子”并不是真正的改革者，并得到了外国阴谋势力和恐怖分子的支持；他说对于“恐怖分子”只有靠铁拳打击才行；他否认他下令军队向示威者开枪；他宣布计划于2012年3月举行一次关于修改宪法的公民投票。
当天部队打死至少31名抗议者，主要发生在代尔祖尔和霍姆斯。

### 中旬
1月11日
当天叙全国委员会主席伯翰·加利昂表示巴沙尔昨天发表的讲话是否认事实、颠倒黑白，他号召叙利亚人民保持团结以继续进行抗议革命，呼吁阿拉伯世界的人民继续支持叙利亚革命，敦促阿盟和安理会在内的国际社会为保护叙利亚人的合法人权而采取行动。
一名来自于阿尔及利亚的阿盟观察员安瓦尔·马利克（Anwar Malek）称派观察团到叙利亚执行监督使命是一场“闹剧”。他对半島電視台表示：因为他看到了叙利亚发生的真相和观察团任务的失败所以他已经辞职，“我看到了人道主义灾难，叙当局正在犯下战争罪行，而且是一系列严重针对自己人民的犯罪”，“到处都有狙击手在射杀平民，人民正遭到绑架，被关押者受到酷刑折磨而没有一人获得释放。”他说安全部队并没有从大街上撤回他们的坦克，它们只是被隐藏了起来而当观察员离开后又继续出来活动；“当局没有满足公民的任何要求，他们只是要欺骗我们以防止我们了解到正在发生的真实事件”；他说在大街上被逮捕的人应该获得释放并在电视上公开播放出来，“被捕者在遭受了四天或五天的痛苦折磨后应该获得自由”，他说他亲眼看到了房顶上的狙击手，然而他们当中的一些观察员为了维持与叙利亚当局的友好关系竟否认有狙击手的存在。他说“阿萨德政府过去已经有太多的时间去实施改革计划，因此我本人决定退出观察团”。
領導觀察團的穆斯塔法·达比批評马利克所言不符事實，又表示马利克此前稱病留在酒店，没有跟隨其他观察员一起在霍姆斯一帶實地視察，後來未經批准就自行離開敘利亞。
联合国副秘书长Lynn Pascoe表示：他了解到自从阿盟观察团进入叙利亚以来，已经有超过400名叙利亚人被杀，平均一天有40人遇难，这比观察团进入叙以前的平均每天死亡人数要多。因此安理会需要再次讨论叙利亚局势。
有以色列官员表示：估计如果阿萨德政权倒台后，有可能阿拉维派人士会离开叙利亚并进入戈兰高地避难。
当天叙利亚政府组织了一场支持总统巴沙尔的大型游行集会。上万名支持政府的人在大马士革的Omeyad广场听巴沙尔·阿萨德所发表的“我们将会战胜任何针对叙利亚的阴谋”的公开露面讲话。
现年43岁的法国国家电视台摄影记者Gilles Jacquier当天在霍姆斯遇害：当时一家医院外面发生了爆炸，当他抵达爆炸现场时，他和其他一些人遭到了部队的炮弹袭击，造成这名记者和另外8名叙利亚人死亡以及20多人受伤。法国总统萨科奇要求叙政府给一个交代。自2011年示威发生后不久，叙政府就尽力阻止绝大多数国外媒体进入叙境内，一些记者是在近期阿盟观察团进驻后才被允许进入叙利亚进行报道活动的。
活动家报道当天全国共有28人被安全部队打死，其中13人死于霍姆斯。
1月12日
活动家报道当天安全部队共打死18人，主要发生在霍姆斯和伊德利卜。半岛电视台报道叙宗教人物Sheikh Abdul Jalil al-Saeed变节投向反对派。
当天叙利亚全国委员会与自由军的领导人又举行了一次会谈，双方同意进行更加充分有效的协调合作，以早日实现革命的胜利。
1月13日-“支持自由叙利亚军星期五”
当天的口号是“Friday of Support for the Free Syrian Army”，在霍姆斯、哈马、伊德利卜、阿勒颇和大马士革郊区都有上万人参加示威抗议。民众主要高喊支持自由叙利亚军的各种口号。活动家报道当天安全部队打死至少13人，其中包括三个儿童。政府部队使用坦克和装甲车对距离大马士革30公里远的Zabadani地区展开围攻，当地的通信也被切断。阿盟秘书长表示叙利亚濒临内战边缘。
1月14日

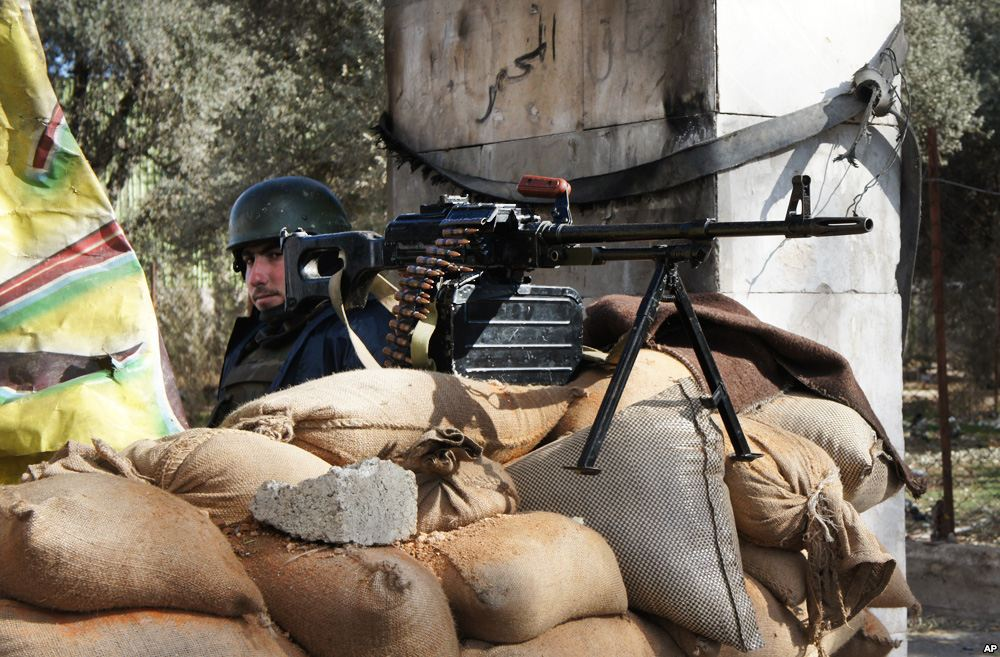
安全部队在大马士革周边地区设置的检查点上使用80式通用機槍，2012年1月14日拍摄

活动家报道说截止中午有5个平民被安全部队打死。
卡塔尔政府建议阿盟成员国出兵以结束叙政府持续针对平民的暴力行径。全国委员会宣布来自于叙利亚北部军队的副指挥官、将Mostafa Ahmed al-Sheik在两周前已经变节并到了土耳其境内。
1月15日
LCC报道：当天安全部队打死27人，主要发生在霍姆斯和伊德利卜省。在大马士革省的Zabadani镇，有1万人举行游行抗议活动呼吁实现政权变更，在那里有一个阿盟观察团小组。在伊德利卜省的Maaret al-Numan镇，有数千名参加集会者在与一个阿盟观察团小组会面时呼吁阿盟帮助叙利亚实现政权变更和审判巴沙尔·阿萨德。
SANA报道：一辆运载伊德利卜纺织厂工人的巴士在连接Ariha与al-Mastouma之间的公路上遭遇路边炸弹袭击，造成6人死亡和16人受伤。叙人权观察报道：在Ariha附近的路边有5人死于爆炸，LCC说是支持政府的武装袭击了巴士导致10人死亡。SANA报道：在霍姆斯国家医院的一辆救护车上拆除了一颗20公斤重的炸弹，在Ekrima地区有4人被炸伤。
每日电讯报报道，在阿勒颇大学的学生举行了一次抗议活动后，安全部队袭击了该学校。
1月16日
在霍姆斯，一名身着将军军服的军官宣布他和他的属下已经变节并支持叙利亚人民反抗复兴党政府的革命运动。一名正在开罗访问的来自于霍姆斯省的叙国会议员Imad Ghalioun在接受阿拉伯卫星电视台采访时宣布他已经变节，他将霍姆斯描述为“重灾区”，并说“叙利亚人正生活在最坏的时代”。
当天安全部队打死12人。
1月17日
LCC报道安全部队当天打死至少30人，有18人死于霍姆斯，当中包括2名儿童和4名变节士兵。
SANA和LCC都报道说，在伊德利卜通往Saraqeb的公路上，一辆小巴士遭遇路边炸弹袭击，造成4人死亡和7人受伤。SANA谴责说这是“恐怖分子”的恐怖行动，而LCC则谴责说是政府军制造的惨案。SANA还报道，在伊德利卜中央监狱外面有2名警察被射杀，而在Ariha的一个墓地发现了3个士兵和一名建筑承包商的尸体。
在大马士革省靠近黎巴嫩边界的Zabadani，据报道反政府武装与政府部队达成一个协议，双方从大街上撤退，一名反对派军事指挥官表示政府部队会于1月18日开始撤军。
1月18日
来自于阿尔及利亚的阿盟观察团前成员安瓦尔·马利克在采访中表示：他和其他一些观察员受到了叙利亚当局的恐吓，他也表示解决叙利亚问题的唯一办法是美国与其他国家实施军事干预。一名欧盟发言人说欧盟正在针对叙当局施加新的制裁措施。路透社报道：黎巴嫩德鲁兹派政治人物Walid Jumblatt在贝鲁特接受采访时表示：他非常担心临国叙利亚发生全面的内战，他说巴沙尔·阿萨德并没有听取土耳其总理埃爾多安给出的忠告，“直到现在巴沙尔已经拒绝倾听叙利亚人民对于呼唤一个崭新的叙利亚的正当要求”。
LCC表示当天21人被安全部队打死，其中13人死于霍姆斯。而SANA则报道说有15名士兵和警察死亡，其中有一名上校死于“最近的” 战斗。
1月19日
有居民表示，叙政府軍从Zabadani撤退了8公里远。阿盟观察团的使命正式到期，不过开罗的一名官员表示观察员会一直留在叙利亚直到1月22日，到时阿盟部长会议会讨论决定是否延长观察团的使命。
华尔街日报报道，美国财政部官方表示他们已经证实伊朗正在尽力帮助叙政府以降低国际社会针对叙利亚实施的石油出口制裁造成的不利影响，一名匿名的伊朗官员在文章中表示伊朗政府不会配合国际社会针对叙利亚的任何制裁。一名库尔德人反对派领导人说反政府的库尔德人活动家和政治异见人士正计划团结一致，目的是在后巴沙尔时代为库尔德人的利益和未来做好规划，因为他们不相信在巴沙尔倒台后阿拉伯国家会允许库尔德人在叙利亚东北部地区实现自治。
据Al Arabiya报道叙当天共计25人死亡。
1月20日-“为了革命的政治犯星期五”
当天的口号是“Friday for Revolutionary detainees”，在伊德利卜、阿勒颇、大马士革和霍姆斯都举行了大规模的抗议集会，而在德拉、代尔祖尔、Zabadani、哈马和拉塔基亚也有抗议活动的发生。在南部的德拉，安全部队阻止人们参加Omari清真寺的祷告活动，叙人权观察报道说：在德拉有一名已经变节的军官遭到了暗杀。活动家报道当天有至少12人死亡，其中7人死于伊德利卜。
法国新闻网站lefigaro.fr报道：自由军成员在向叙部队控制的地区发射炮弹时，误杀了法国记者Gilles Jacquier等人，不过自由军否认这个指责。该网站早些时候报道法国总统Nicolas Sarkozy认为叙政府是袭击事件的责任人。
MENA通讯社报道：开罗的逊尼派穆斯林学者、最主要的伊玛目Ahmad el-Tayyeb敦促“阿拉伯统治者采取必要的行动以阻止叙利亚的流血事件”。一名北约高级军官表示他们无意军事干预叙利亚。全国委员会主席伯翰·加利昂在开罗游说阿盟部长将阿盟观察团的评估结果提交安理会讨论。
SANA报道说德拉的一名尉被自由军绑架后杀死。
Al Arabiya报道当天共计19人被安全部队打死。

### 下旬
1月21日
LCC报道，在伊德利卜的一家医院的太平间发现了60具尸体，尸体上明显有遭受酷刑折磨的伤痕。安全部队在该医院内外開火，尸体是由活动家和当地居民发现的。此外部队在该地区展开了大量的逮捕行动。
SANA报道：在伊德利卜的al-Mastouma警察乘坐的车辆遭到炸弹袭击，其中一辆是用来运输26个犯人的，造成14人个犯人死亡以及6个警察受伤。SANA还报道政府軍在al-Msherfeh村与试图通过黎巴嫩进入叙境内的武装分子交火，3名武装分子被打死。
美国政府宣布鉴于安全问题，准备关闭美国驻叙大使馆。
叙人权观察报道，自由军于夜间在大马士革的杜馬地区对政府軍展开了一次大规模的袭击，迫使政府軍从该地区撤退。LCC则否认自由军控制了杜馬地区。
包括医院发现的60具尸体，在伊德利卜死于车上的14名犯人，政府部队在杜馬射杀2人，在代尔祖尔射杀1人，在霍姆斯射杀3人等统计在内，当天共计有94人死亡。
1月22日
阿盟举行了一次会议，沙特阿拉伯等海湾国家宣布观察团的任务已经失败，所以海合会国家要取消对观察团的人员和资金支持。阿盟起草了一个倡议：仿效解决也门局势的方法，呼吁巴沙尔·阿萨德交权给副总统法鲁克·沙雷，并组建一个包括反对派领袖在内的国家联合政府；组建一个独立调查委员会以负责调查自示威以来所发生的各种暴力和镇压事件；在国际社会的帮助下改编安全部队；为未来三个月内举行的自由与公正的议会选举做好准备。纽约州的联邦参议员查克·舒默和基爾斯滕·吉利布蘭德在美国参议院提出一个新的法案，以对叙利亞政府施压和加大制裁。卡塔尔首相兼外长哈马德·本·贾西姆·阿勒萨尼说阿盟准备寻求安理会主动参与解决叙问题。
叙安全部队攻击叙与黎巴嫩地中海边界水域上的一艘渔船并打死一名14岁的黎巴嫩男孩后，尸体被送回孩子的家人，黎国哀悼者朝两国边界的叙士兵投掷石块，并喊巴沙尔·阿萨德为“真主的敌人”，后来愤怒的人群散开。当时在船上的男孩的其中一个叔叔说，他在得到释放前遭到了叙軍士兵的审问和酷刑，因为士兵怀疑他是一个武器走私贩。
叙人权观察报道：在大马士革外面的Talfita村，有3个政府軍士兵、1个反对派士兵以及2个平民在冲突中死亡。路透社报道说自由军在艰难的交战后已经控制了该镇大约三分之二的主要道路。
1月23日
活动家报道，当天至少22个平民、5个政府軍士兵和1名自由军死亡。LCC报道安全部队打死23人，其中包括2个儿童、1个反抗军以及有2人死于酷刑。活动家表示：5人死于德拉，6人死于霍姆斯，8人死于伊德利卜，有2人分别死于大马士革和哈马，有1人分别死于哈塞克省和代尔祖尔。
SANA报道，在霍姆斯的Ashira地区一辆巴士受到火箭弹和枪炮袭击，导致11人死亡和3人受伤。在霍姆斯的军事医院有2辆小巴士受到袭击，一名平民雇员死亡。SANA还报道在Talfita有一名将和一名陆军中尉被射杀，在Souran到哈马的公路上有2个警察和一个平民雇员被射杀，在Atman有一个警察死于爆炸。
观察团负责人、苏丹将军達比反驳外界他对领导的观察团的批评说，观察团的工作已经减少了叙利亚的流血事件，他还说自由军在一些地区主动袭击安全部队才导致安全部队被迫还击。
叙利亞政府对于阿盟要求巴沙尔·阿萨德交权和组建联合政府的倡议表态称：这是“威胁叙利亚主权的外国阴谋”。
1月24日
LCC报道，当天共计52人死亡，有39人死于霍姆斯，其中叙部队炮击霍姆斯Bab Tadmur地区的两幢大楼导致18人死亡，另外有5人死于哈马，3人死于德拉，2人死于伊德利卜，各有1人分别死于大马士革、杜馬和拉卡。
1月25日
LCC报道：当天有24人死亡，其中包括6名自由军，2个儿童，2个妇女。当中有5人死于大马士革郊区，分别有4人死于霍姆斯与哈马，3人死于伊德利卜，各有1人死于阿勒颇和德拉。
半岛电视台报道，叙利亚阿拉伯红新月组织秘书长在伊德利卜被枪杀，该组织表示这不是其成员第一次遭到政府部队的攻击，之前已有其他成员遭到政府部隊枪杀。在哈马有4000名政府軍士兵一直在镇压当地的异议人士。俄罗斯外长重申俄反对欧盟和美国制裁叙利亚，俄不会支持联合国制裁叙利亚当局。而英国和法国驻联合国大使正与海合会等阿拉伯国家一道，为阿盟提出的让巴沙尔·阿萨德交权的倡议寻求联合国的支持。
1月26日
阿盟秘书长纳比勒·阿拉比在开罗对联合国官员表示，阿盟提出的关于结束叙利亚危机的倡议下周将正式提交给联合国安理会。
叙电视台报道，有上万名巴沙尔·阿萨德的支持者在大马士革举行支持政府的集会，其他地方也有类似的活动。
叙人权观察报道：当天有包括10个儿童在内的至少34个平民被部队打死，此外还有包括一名死于霍姆斯的上校在内的7到8名变节军在战斗中死亡。在霍姆斯，政府軍在夜间進攻Karm al-Zeitoun地区，导致包括9个儿童在内的26个平民死亡，以及大量人员受伤。政府軍在哈马的行动也造成4个平民死亡，其中包括一名被狙击手射杀的58岁妇女。其他地区：1人死于伊德利卜省，2人死于大马士革郊区；在德拉省，有1个少年死亡，另外3人受伤。
截止夜晚，LCC报道当天共有42个平民死亡。LCC后来还报道在哈马的Bab Qebli地区发现了23具尸体，尸体上明显有遭到捆绑和酷刑折磨的痕迹。
自由军于夜间已经控制大马士革外围的杜馬地区，他们设置了一些检查站，个别地方还有枪火和爆炸声。
1月27日-“保护你们自身的权利星期五”
当天共102人被安全部队打死，主要发生在霍姆斯省，死者包括抗议者与变节士兵。其中包括在昨天夜晚于霍姆斯发现的23具尸体。
当天的抗议口号是“Friday of the right to protect yourselves”，抗议示威活动主要发生在阿勒颇、伊德利卜、拉塔基亚、德拉和大马士革郊区，尽管哈马和霍姆斯持续受到政府軍的围攻，当地还是举行了大型抗议活动。自从2012年1月23日以来，政府軍加大了对哈马、霍姆斯和大马士革郊区的围攻力度，以求夺回被自由军刚刚控制的一些地区，冲突导致大量平民死伤。
观察团负责人穆斯塔法·達比將軍警告说近期的冲突有扩大之势。
自由军宣布他们俘获了7名来自于伊朗的雇佣军，被捕者中的5人亲口承认他们来自于伊斯蘭革命衛隊，在叙利亚帮助叙当局镇压示威活动，另外2人是伊朗平民。录象视频显示，他们当场展示了自己的士兵证，其中1个名叫Haidar Ali的士兵，请求伊朗最高领袖阿里·哈梅内伊撤回伊朗派到叙境内的援助部队。自由军表示他们会扣押这些人直到政府軍停止进攻霍姆斯以及自由军陆军中尉Hussein Harmoush获得释放（根据1月30日活动家的报道，Hussein在前几周已经被政府軍处决）为止。伊朗当局则否认他们是伊朗士兵，表示他们是前几周被绑架的工程师。
变节的Hammoud上校估计自由军已经控制了伊德利卜市90%的地区以及霍姆斯市的过半面积。
俄外交部表示俄罗斯反对阿拉伯国家与西方国家共同起草的要求巴沙尔辞职的安理会决议草案，俄也反对在叙利亚设立禁飞区。
1月28日
LCC报道当天有超过50人死亡，其中包括3个儿童与1个妇女；19人死于霍姆斯，6人死于哈马，7人死于大马士革郊区（Saqba、杜馬、Moadamieh、Arbeen、Zamalka、Baseemeh），3人死于德拉，各有2人死于代尔祖尔和伊德利卜，分别有1人死于大马士革和库奈特拉，以及有10名变节军死亡。在Rankous和古塔也有死亡报道，不过具体数字还不清楚。
阿盟宣布由于近期暴力有加大趋势，因此暂停观察团任务，阿盟秘书长要求观察团负责人确保在叙观察员的人身安全。同时叙内政部长Mohamed Shaar说叙将继续“清扫”国内的“非法分子”。
截止夜晚，LCC报道死亡人数上升到了98人，其中包括在哈马市的一家医院发现的20具未能确认身份的尸体。
1月29日
大约2000名政府軍士兵在超过50辆坦克的支援下進攻刚被反抗军占领的大马士革郊区，而在北部的山城Rankous政府軍也在进攻当地的反抗军。报道说有至少19人死亡，其中有14名平民和5个变节军，他们死于大马士革郊区Kfar、Batna、Saqba、Jisreen和Arbeen。
LCC报道当天全国有62人死亡，19人死于霍姆斯，16人死于大马士革周边，15人死于哈马，另外还有至少50人在大马士革的东部郊区Ghotta被部队打伤。叙人权观察说在伊德利卜有一个路边炸弹摧毁了一辆政府軍的军用车，导致10名士兵死亡。该组织还报道说有一名反抗军死在Zabadani附近。SANA报道，在大马士革附近的一个路边炸弹造成政府軍士兵6死6伤。同时，俄罗斯外长谢尔盖·拉夫罗夫说，他不同意阿盟暂停观察团任务的决定，他说观察团对于减少暴力流血事件和维护叙的安全局势起到了积极作用。联合国秘书长潘基文呼吁结束叙利亚的暴力事件，他说叙当局有责任这么做。
自由军表示，政府軍经过两天的战斗后已重新夺回大马士革东郊的控制权，之后当局在当地展开了挨家挨户的搜捕行动。SANA说有51名政府军在近日的战斗中死亡。
1月30日
安全部队继续在大马士革周边展开清扫行动，并且夺回了北部Rankous市的控制权。而反抗军则被迫从这些地区撤退。
夜晚，政府軍继续为控制古塔而战斗。活动家说在Hammourya，自由军已经撤退到郊区，而有200名反对派成员被政府軍逮捕。当天在大马士革有19个平民和6个自由军死亡。
自由军重返Saqba地区，对政府軍实施游击战。
LCC报道，当天共计100人被安全部队打死，其中包括8个儿童和1个妇女；76人死于霍姆斯省，其中包括分别位于Karam Zeitoun和Rasta的两个家庭成员；15人死于德拉，6人死于大马士革郊区，2人死于伊德利卜，以及1人死于Hasakah。
1月31日
叙内政部发表声明：安全部队在杜馬、Harasta、Saqba、Hammouriyeh和Kfar Batna打死并逮捕了许多“恐怖分子”，此外还缴获了大量武器。
敘軍坦克部队继续对大马士革的Arbeen和Zamalka地区展开围攻；而另一方面，活动家表示自由军在经过一天的战斗后已经控制了拉斯坦。Rastan的一个建筑大楼被坦克摧毁。
LCC报道，当天共有34人死亡，其中包括2个儿童、1个妇女和5名变节军（其中4人在伊德利卜被政府部队处决）；14人死于伊德利卜，12人死于霍姆斯，各有3人死于大马士革郊区与德拉，各有1人死于哈马和大马士革。

## 二月

### 上旬
2月1日
叙軍继续在各地展开清扫行动。11名伊朗朝圣者在叙境内被绑架，而伊朗官方指责是叙反抗军实施的。
当天安全部队打死70人，其中包括14名自由军、2个妇女和2个儿童；35人死于大马士革Wadi Barada郊区，8人死于德拉，14人死于霍姆斯，6人死于大马士革东郊Gharba，3人死于首都的Arbeen和Moadamiya郊区，3人死于伊德利卜，以及1人死于卡米什利。
安理会成员商讨阿盟提出的让阿萨德交权的决议草案，阿盟秘书长阿拉比呼吁安理会采取“迅速果断的行动”通过该项决议，“不要让叙利亚人民陷入困境”。美国、英国、法国和德国等国强烈支持阿盟的倡议；俄罗斯表示将在安理会上投否决票，因为决议案没有明确排除武力干预的可能；中国驻联合国大使表示反对联合国变更叙利亚政权。此外，俄、中两国也拒绝通过谴责叙利亚政府镇压抗议运动决议的要求。
2月2日
据报道，在大马士革外面的Wadi Barada地区有重型枪炮的军事行动，活动家报道说包括6名变节军在内的24人在战斗中死亡。
联合国方面，各成员国的意见正趋向一致的方向前进。为了避免俄罗斯的坚决反对，尽管阿盟的计划依旧得到大致支持，不过新草案不再直接明确要求巴沙尔·阿萨德下台，新草案也明确排除外国军事干预。不过，俄罗斯依旧威胁表示将对该草案投否决票。
2月3日-“向哈马道歉星期五”
当天的口号是“Friday of Apologies to Hama”，目的是纪念在1982年2月的哈马大屠杀中遇难的数万哈马同胞（当天是大屠杀刚刚开始的30周年纪念日）。全国许多地方都发生了大型抗议活动，当天的示威集会活动是示威爆发以来规模最广泛的一次，因为覆盖遍布了超过600个城镇和地区。其中在霍姆斯、阿勒颇和伊德利卜的规模最大；在哈马尝试示威集会的民众被提前部署的部队驱散；在德拉和拉塔基亚也有示威活动；而在大马士革郊区的抗议者受到部队的枪击驱赶。当天共有42个抗议的平民被部队打死。
自由军猛攻驻扎于阿勒颇外面的Anadan地区的政府軍。
2月4日-霍姆斯大屠杀
安全部队开始集中兵力加强对霍姆斯的炮击和轰炸，导致有200多到400个平民死亡。沙比哈也侵入该地的一些医院，并杀死和劫持一些伤者。叙当局强烈否认这些报道，并说这是反对派为了影响当天联合国的投票而伪造的，同时还指责武装组织在霍姆斯杀害士兵和平民。不过，活动家发布的几段网络视频显示霍姆斯的一些建筑由于部队的攻击而在燃烧。
黎巴嫩部署了一些军队在北部的Wadi Khaled和Akroum镇，以阻止叙反对派武装组织和军火走私者在这些地区活动。
在霍姆斯的Khalidya举行了许多葬礼，这些死者是在夜晚遇害的。此外，在大马士革Daraya的葬礼活动受到部队的攻击，报道说有12名哀悼者遇难。
当天安理会15个成员国对由摩洛哥等多个阿拉伯国家以及美国、英国、法国、德国等共同提出的草案进行表决，最终结果是13票赞成、常任理事国中国和俄罗斯2票反对，导致决议未能获得通过。草案内容主要为：要求叙各方停止暴力；要求叙政府遵守阿盟提出的倡议，释放被捕者，从城市撤出所有军队，保障和平示威的自由，允许阿盟观察团不受阻碍地开展工作；要求叙政府和反对派在阿盟的主持下展开对话，以开启民主政治过渡进程。
2月5日
LCC报道，当天43人被部队打死，其中包括6个儿童和3个妇女；29人死于霍姆斯，6人死于伊德利卜，5人死于大马士革郊区，2人死于德拉，以及1人死于阿勒颇。
2月6日
据报道，有至少300枚火箭弹射入霍姆斯，当天早晨有至少15起死亡事件发生。一条位于霍姆斯的油气管道受到破坏。英国召回驻叙大使，并中断了同叙当局的外交联系。美国正式宣布关闭了驻叙大使馆。
美国派出使节到俄国，以商讨针对叙利亚和伊朗的制裁，俄外长拉夫罗夫说西方国家对俄罗斯否决的反应过于“歇斯底里”。
联合国秘书长潘基文谴责叙部队4日对霍姆斯的轰炸。
当天位于利比亚首都的黎波里的中国和俄罗斯大使馆受到支持叙利亚革命的一批叙利亚和利比亚民众的冲击，示威者手举叙反对派旗帜，有图画描绘中俄两国政府是独裁者的保护者，并高举“利比亚革命派准备与叙利亚弟兄们一起战斗”等标语。
LCC报道，当天有74人被部队打死，其中包括4个儿童和4个妇女；47人死于霍姆斯，12人死于大马士革郊区（Zabadany,Saqba, Madaya. Hazza, Daraya），9人死于伊德利卜，3人死于大马士革（Kafar Souseh, Dummar City），2人死于阿勒颇，1人死于哈马的Qalaat Madiq地区。
2月7日
俄外长拉夫罗夫访问叙利亚，他在大马士革同阿萨德会谈后表示，叙利亚不久后将举行修订宪法的全民公投。海湾国家科威特、沙特阿拉伯、巴林、卡塔尔、阿曼和阿联酋都撤回驻叙大使，这些国家也要求叙利亚驻本国的大使离开。联合国儿童基金会表示，在过去的11个月中已经有超过400个叙利亚儿童遇害，该组织也要求叙当局允许对冲突中的伤者进行治疗救助。
LCC报道，当天35人死亡，其中有2个妇女和6个儿童（其中包括一个母亲和她的三个孩子）。19人死于霍姆斯，10人死于大马士革郊区Madaya，各有2人分别死于伊德利卜、德拉和阿勒颇。
2月8日
叙部队继续猛烈炮轰霍姆斯，尤其是Bab Amr地区，据报道已造成43个平民死亡。截止晚上，霍姆斯死亡的平民上升到了117人。
2月9日
当天有110个平民在霍姆斯被部队打死。全国共计137个平民死亡。
8个当局士兵与警察在霍姆斯、大马士革农村和伊德利卜死亡。
2月10日-“俄罗斯正在杀死我们的孩子星期五”
叙国家电视台报道，在阿勒颇发生了两起恐怖炸弹袭击事件，目标是安全机构和情报部门建筑，造成至少25人死亡和175人受伤。变节的Aref Hamoud上校告诉Al Jazeera记者Rula Amin说是自由军使用火箭推進榴彈发动的袭击，不过后来其他自由军领导人都否认这个说法，并指责是当局策划的，他们表示由于当局部队在该地的许多地方都设置了检查站，自由军是不可能对安全机构总部发动这种袭击的。
当局部队在霍姆斯外面集结准备另一次进攻，活动家说当地居民面临着严重的食品和药物短缺。
当天的口号是“Friday of Russia is Killing Our Children”，以对俄罗斯庇护巴沙尔政权表示愤怒，全国许多地方都有大型抗议活动，最大规模的集会发生在阿勒颇、哈马和伊德利卜，而在德拉、大马士革及其郊区、代尔祖尔、拉塔基亚以及没有遭到部队围攻的一些霍姆斯地区都有示威活动。
《今日俄罗斯》引用中国的新闻来源报道：至少1.5万名伊朗精英部队正准备进入叙境内以帮助巴沙尔平息内乱。伊朗官方对这个报道还没有做出回应。
在黎巴嫩，支持与反对巴沙尔的武装发生了冲突。冲突由一场反对巴沙尔的示威而引发，后来演变成逊尼派与阿拉维派之间的暴力冲突。报道说双方使用了火箭推進榴彈，造成3人死亡和23人受伤（其中包括10名黎巴嫩士兵受伤）。
LCC报道，当天有51人被部队打死，其中包括5个儿童和3个妇女；13人死于阿勒颇，11人死于霍姆斯，8人死于大马士革的Domair郊区，5人死于德拉，各有1人死于哈马与代尔祖尔。

### 中旬
2月11日
早晨部队对霍姆斯进行炮轰，造成至少7人死亡。
SANA报道，40个当局士兵和警察在霍姆斯和大马士革的战斗中死亡，其中包括准将Dr. Issa al-Kholi，他于首都Rukin Eddin的家外面被暗杀。
LCC报道，当天30人被部队打死，其中包括2个妇女和1个儿童；13人死于德拉（Msaifra, Tseel, Deir Bekheit, and Daeel），12人死于霍姆斯，各有2人死于伊德利卜的Maaret Al-Nouman 和大马士革Rankous郊区，以及1人死于大马士革。
2月12日
基地组织首领艾曼·扎瓦希里（基地组织信仰基于沙特王室崇奉的逊尼派瓦哈比教派推行的原教旨主义）发布录象视频表示：他谴责阿萨德政府迫害人民，他声援叙反对派，支持他们推翻阿萨德政权，并且所有的穆斯林都应该支持叙反对派，他呼吁叙利亚人要靠自己而不是借助西方或阿拉伯国家政府的力量来实现他们的目标。约旦的穆斯林兄弟会呼吁所有穆斯林支持反抗阿萨德政权的圣战。
阿盟外长们在开罗召开会议，以讨论联合国和阿盟共同组成新的观察团的议题，据报道新的观察团人数可能有3000人组成。苏丹将军Mustafa al-Dabi辞去观察团负责人一职。阿盟通过决议请求联合国向叙利亚派出维和部队；决议敦促叙反对派团结起来，呼吁阿盟与叙反对派建立正式的联络机制，并为反对派提供一些政治与物资上的支持；决议称在叙发生的针对平民的暴力行径已经违反了国际法，“犯罪者应该得到惩罚” ；决议呼吁阿拉伯国家加大对叙的经济制裁力度，并中断与大马士革的外交联系；叙利亚的盟友黎巴嫩在会议上反对这些决议。
叙政府表示完全反对阿盟的决议。
活动家报道，当天23人被部队打死，主要发生在霍姆斯和德拉。
2月13日
革命委员会否认反对派中有基地组织成员，并表示他们是为了一个民主与自由的国家而战的。
SANA报道，共计100名士兵和警察在前一周死亡。
LCC报道当天有30人被部队打死，其中包括4名儿童和1个变节士兵；9人死于伊德利卜，4人死于大马士革郊区，11人死于霍姆斯，3人死于德拉，2人死于阿勒颇，以及1人死于哈马。
2月14日
LCC报道当天有49人被部队打死，其中包括3个变节士兵（死于大马士革郊区）和3个妇女；11人死于伊德利卜，9人死于霍姆斯，4人死于德拉，10人死于阿勒颇，4人死于代尔祖尔，3人死于哈马，6人死于大马士革郊区，各有1人死于拉塔基亚与大马士革。
2月15日
叙政府表示将于2月26日举行新宪法的公民投票。
叙当局开始全面阻止与干扰Al Arabiya在叙境内的广播。
当天32人被部队打死，其中包括3个儿童、1个妇女和一个变节士兵；12人死于伊德利卜，5人死于大马士革郊区（Bloudan、杜馬、Harasta），4人死于霍姆斯，各有3人死于德拉与哈马，2人死于哈塞克，各有1人死于拉塔基亚、阿勒颇与大马士革。
革命委员会报道全天共计54人被部队打死，大多死于伊德利卜与霍姆斯。
2月16日
正在奥地利访问的联合国秘书长潘基文表示叙当局应该终止针对平民的暴力犯罪，他说“我们看到一些地区受到部队的无区别袭击与轰炸，医院成为酷刑折磨的中心，10岁以下的孩子被打死与受到虐待；我们看到了反人类的罪行” 。
LCC报道当天多达70人被部队打死（包括36具无法辨认身份的尸体），其中有13个变节士兵、3个妇女和2个婴儿；38人死于伊德利卜，12人死于哈马，5人死于霍姆斯，6人死于大马士革郊区（Zabadany, Madaya），7人死于德拉，各有1人死于代尔祖尔和拉卡。
当日欧洲议会通过一项决议：要求欧盟所有成员国召回驻叙大使，停止跟叙当局的外交联系，对叙当局实行新的制裁；谴责叙的暴力升级，要求阿萨德下台；呼吁欧盟加强对叙反对派的支持；要求欧盟外长阿什顿女士加强欧盟驻大马士革代表团的“人道主义能力”，并与土耳其、阿拉伯国家联盟和叙反对派就建立叙土边界人道主义走廊问题展开谈判。
当天联合国大会以137票赞成，中国、俄罗斯、朝鲜、伊朗、古巴等12票反对和17票弃权的结果通过了一项由沙特阿拉伯和埃及等国提出的谴责叙利亚当局的决议，决议要求巴沙尔·阿萨德辞职并结束全国的暴力。
2月17日-“公民抵抗星期五”
当天有56人被部队打死，其中有12名变节士兵在Jassem遭到处决；15个平民死于德拉（Jassem、Hara），4人死于霍姆斯，5人死于大马士革的Mezze，分别有3人死于代尔祖尔、阿勒颇、哈马和大马士革郊区（Yabrood、杜馬）。
当天的口号是“Friday of Popular Resistance”，在大马士革、阿勒颇、哈马、德拉和伊德利卜都发生了大型的示威抗议活动。
反对派表示叙部队准备对霍姆斯的Bab Amr地区进行大的围攻。
美国国防部官员对美国媒体表示：有许多匿名的美国士兵和情报人员正在从空中监视着阿萨德政府的部队针对平民和反对派的袭击动向，NBC报道说“官员表示这种监视行为并不表示美军准备进行干预”。
路透社报道：两艘伊朗海军船只驶过苏伊士运河进入了地中海并有可能停靠在叙海岸，这一切都受到以色列方面的高度关注。
美国国务卿希拉里与欧盟外长Ashton会面时表示：周五的联合国大会决议显示了国际社会要求叙当局下台并结束血腥镇压的决心与团结，国际社会将继续孤立叙当局并加强对反对派的联系与支持。
2月18日
有15000名反政府示威者聚集在距离大马士革的Ummayad广场西南方1英里的Mezzeh地区，这一集会成为至今在首都市中心发生的最大规模的单一的反阿萨德集会，部队朝人群开火，造成至少一人死亡。当天全国有21人被部队打死。
2月19日
伊朗官方媒体报道：伊朗军舰已经停靠于叙港口城市塔尔图斯。埃及政府召回驻叙大使。
23人在伊德利卜和霍姆斯被部队打死；部队在阿勒颇省的Atareb打死11人，当地的通信和供水也被切断。
2月20日
LCC报道，当天18人被部队打死；13人死于霍姆斯，2人死于哈马，各有1人分别死于Hassakeh、伊德利卜和首都的杜馬地区。
在al-Qusayr，有30个士兵和一名军官（拥有一辆坦克）变节加入自由军。

### 下旬
2月21日
据报道，有许多人在霍姆斯的Baba Amr死于部队的新一轮炮击。部队也在霍姆斯外面集结再次展开攻势。叙人权观察负责人Rami Abdul-Rahman警告说，这会对正在该地进行救助服务的红十字会人员造成直接的生命威胁。
当天两艘伊朗军舰通过了苏伊士运河从叙利亚返航。伊朗官方表示军舰到叙的目的是帮助训练叙海军士兵。
当天有106人被部队打死，其中包括10名儿童、3个妇女和3个变节士兵；45人死于霍姆斯的轰炸，55人死于伊德利卜，2人死于大马士革郊区杜馬和米斯拉巴，2人死于代尔祖尔，1人死于阿勒颇。
2月22日
《星期日泰晤士報》记者Marie Colvin与摄影师Remi Ochlik在霍姆斯Bab Amr地区死于部队的轰炸。
革命委员会表示，当局加大对霍姆斯Bab Amr地区的袭击力度后，当天全国至少有92人被部队打死。
2月23日
阿拉伯卫星电视台起初报道当天有88人被部队打死，主要发生在霍姆斯、伊德利卜与哈马。
LCC报道当天有101个平民死亡，其中47人死于伊德利卜。
前任联合国秘书长科菲·安南出任联合国-阿盟特别公使以到叙利亚进行斡旋。
2月24日-“为了Bab Amr而起义星期五”
“叙利亚之友”国际会议在突尼斯市举行，有西方和阿拉伯国家共70个国家的政府代表出席，以商讨解决叙利亚问题的办法。会议宣布承认叙利亚全国委员会SNC为“叙利亚人民的合法代表”，呼吁叙利亚其他反对派组织与SNC保持团结；呼吁联合国与阿盟向叙派出维和部队；在欧盟宣布将冻结叙政府在欧盟境内的资产后，会议呼吁国际社会加大对叙当局的制裁力度；突尼斯总统提议说可以大赦巴沙尔·阿萨德，以允许他下台后到俄罗斯居住；沙特阿拉伯外长表示该会议对于解决叙问题是远远不够的，他呼吁国际社会资助自由军。
哈马斯领导人表示他们不再继续支持叙利亚政府，他们支持武装反抗叙当局。
自由军宣布他们已经从海湾国家与临国首次获得了轻武器和通信器材的资助，这些物资由流亡海外的叙利亚人购买，他们强调他们得到的只是数量有限的轻武器。
当天的口号是“Friday of Rising up for Bab Amr”，以声援Bab Amr地区的武装反抗活动与受害居民。全国各地都发生了大规模的反政府示威活动。最大型的集会发生于阿勒颇、伊德利卜、德拉、卡米什利和大马士革郊区。活动家报道有50人被部队打死，死亡事件主要发生于霍姆斯、阿勒颇、哈马和卡米什利。
LCC报道，当天全国有103人被部队打死，主要发生在霍姆斯和哈马。
2月25日
全国超过100人被部队打死，主要发生在霍姆斯、哈马与伊德利卜。
2月26日
当天叙利亚举行了新宪法的公民投票，这一宪法可以保证现任总统巴沙尔·阿萨德可以再担任总统14年（叙总统一届任期七年，原本巴沙尔的第二任总统任期到2014年正式期满）直至2028年。当天有至少31个平民和士兵在冲突中死亡。巴沙尔说这次投票显示了他推行民主改革的意志，而西方国家的举动与国内的反叛活动只是一场“闹剧”。
当天有65人死亡，主要发生于霍姆斯。
上万人在摩洛哥举行大规模游行，要求叙利亚当局结束针对异见人士的暴力行径、要求巴沙尔下台并呼吁国际社会进行干预。MAP通信社说居住于摩洛哥的叙利亚人在卡萨布兰卡参加了游行。
2月27日
欧盟对叙利亚施加新的制裁措施。
活动家报道，68个试图逃离Baba Amr地区的平民在霍姆斯被捕后立即遭到了部队的处决。
当天有125人死亡，死亡事件包括霍姆斯发生的轰炸与屠杀，其他地方有哈马、阿勒颇省和伊德利卜。
2月28日
当天有104个平民被部队打死，其中有35人在哈马的郊区Halfaya被处决，26人死于Baba Amr的屠杀（其中有3个妇女和2个儿童）；37人死于哈马郊区，50人死于霍姆斯，7人死于阿勒颇郊区，5人死于伊德利卜郊区，3人死于代尔祖尔，个有1人死于德拉与哈马。
突尼斯表示愿意为巴沙尔提供政治避难。
联合国表示，已有超过7500个叙平民死亡。
2月29日
部队继续向反对派坚守Baba Amr地区挺进。美国国防部正计划向叙利亚采取某些行动。联合国人道主义主管Valerie Amos说叙利亚官方已经拒绝了他访问该国的请求。利比亚将向叙反对派提供1亿美元的人道主义援助，并允许反对派在的黎波里设立办事机构。
LCC报道，当天有至少30人被部队打死，不过由于缺乏通信该数字并不包括Baba Amr地区的死亡人数。

## 三月

### 上旬
3月1日
經過了27天的轟炸后，在缺乏弹药、水源和食物的条件下，自由军（包括一些居民）決定从Baba Amr地区「戰術性撤退」以確保居民安全，不过有4,000个居民拒绝离开该地区。政府軍隊順利進駐該地，而炮擊過程中有2名外國記者喪生。国际红十字会被当局允许到该地区进行救助。英国驻叙利亚大使撤退回国。
当天42个平民被部队打死，其中23人死于霍姆斯。
联合国人权委员会就土耳其提出的一项决议进行投票，结果以37票赞成，中国、俄罗斯和古巴3票反对，3票弃权的结果获得通过，决议谴责叙当局广泛侵犯人权，呼吁叙立即停止对平民的所有攻击行动，以及让援助组织不受阻碍地进入叙境内。
3月2日-“武装自由叙利亚军星期五”
当天的口号是“Friday of Arming the Free Syrian Army”，以加大对自由军的支持。全国不少地方都发生了大型抗议活动，最大规模的发生在阿勒颇、中部霍姆斯、伊德利卜、卡米什利和大马士革郊区与市区。
当天有75名抗议者与平民被部队打死，其中10人死于Baba Amr，16人死于Rastan。
法国正在关闭驻叙大使馆。
3月3日
在伊德利卜省，有47名准备变节的士兵被捕后遭到部队处决。30个平民被部队打死，其中有8人死于大马士革郊区。自由军宣布他们当天在大马士革郊区的游击战斗中打死了100多名政府军。德拉的一个自杀式炸弹袭击导致2人死亡。
3月4日
部队攻击Rastan，打死7个平民。红新月被当局拒绝到Bab Amr地区，之前当局允许该组织进入该地区。
3月5日
LCC报道，当天有15人被部队打死，6人死于霍姆斯，分别有2人死于伊德利卜、德拉和阿勒颇，各有1人死于大马士革郊区Yabroud、Jableh 和 Raqqa。
3月6日
LCC报道，当天有至少39人被部队打死，其中23人死于霍姆斯。
3月7日
LCC报道，当天至少40个平民被部队打死，其中23人死于霍姆斯。俄罗斯驻联合国大使Vitaly Churkin表示，有信息显示在利比亚境内有专门培训叙利亚革命分子的训练中心。
叙利亚政府的石油与矿业部副部长Abdo Hussameddin（1954年出生，自从2009年8月以来担任副部长）变节加入反对派，他在其发布的YouTube视频中宣布他已脱离复兴党政府，加入到反抗巴沙尔·阿萨德暴政的“人民革命运动之中”。
联合国难民署宣布，有近2000叙利亚人在过去的两天里逃到了黎巴嫩北部。黎巴嫩官员表示在最近几天里，有至少3000名叙利亚难民进入黎巴嫩，其中大部分为妇女与儿童；黎巴嫩早已在边境实施了严格的安检措施，只允许难民进入黎巴嫩，而武装人员则被禁止入境。此外，土耳其也有超过1万1000名叙利亚难民，约旦有至少8万名叙利亚难民。难民哈撒娜说，叙政府军展开的猛烈轰炸行动使得人们不得不设法逃离，“能逃走的，就设法离开；无法逃走的，就只能等死了。”联合国方面估计，因冲突而逃离家园的叙利亚人有12万5000人至22万5000人。
3月8日
LCC报道，当天共有62个平民被部队打死，其中52人死于霍姆斯（当中44人因遭到处决而死）。
3月9日-“库尔德人起义星期五”
当天的口号是“Friday of the Kurdish Uprising”，不少地方都有大型的抗议活动发生。尤其以阿勒颇、霍姆斯、哈马、德拉、伊德利卜、代尔祖尔和卡米什利的规模最大。全国共计82个平民被部队打死，其中33人死于伊德利卜，26人死于霍姆斯。
据报道，有四名叙利亚军队的将军变节加入自由军，并已经进入土耳其境内。而在前几天，已有两名将军和四名上校共六名军官变节成为反对派。一名变节的军官告诉记者说：叙政府正在拘留、扣押逊尼派军官，他说有大约有2000名逊尼派军队指挥官已被当局拘留关押。
3月10日
巴沙尔·阿萨德在大马士革会见了担任联合国与阿盟特使的前联合国秘书长科菲·安南，巴沙尔向安南保证他支持有“诚意的”和平，但是也警告说“恐怖组织”会导致和平对话的失败。
LCC报道，当天有63个平民被部队打死，其中47人死于伊德利卜。

### 中旬
3月11日
当天全国共计至少80个平民被部队打死，主要发生在伊德利卜和霍姆斯。自由军士兵指控政府军3月11日攻陷伊德利卜市时向死伤者撒尿并用坦克辗尸。
自由军与当局部队首次在首都大马士革核心区Rukn Al-Din发生交火。
3月12日
当天有包括儿童在内的50个平民在霍姆斯郊区Karm al zhoutan 和 Bab Driad被叙利亚部队和Shabiha屠杀。一个来自于霍姆斯的网络视频显示了遇难者的尸体，其中一些死者是被烧死的。叙部队也进入伊德利卜市，并切断了当地的水源供给，并持续对一些地区进行炮击。LCC报道，还有另外19个平民被部队打死，其中7人死于伊德利卜。
3月13日
活动家报道，超过40个平民在位于伊德利卜的一座清真寺外被部队处决。
此外，LCC报道，还有46个平民当天被部队打死，其中12人死于霍姆斯，因此当天的遇难人数为86人。
3月14日
活动家表示，当天全国有76人被部队打死。
3月15日
当天是抗议活动爆发一周年纪念日，虽然此时当局部队正在加大对各地的镇压力度，不过许多地方还是举行了大规模的示威活动，如霍姆斯、伊德利卜和德拉等地。而在大马士革的Ummayid广场和苏韦达市，也有支持政府的集会举行。土耳其方面证实了此前一周有六名叙部队的将军变节的报道事实，并表示3月14日还有一名将军也变节进入土境内。
当天全国有55个平民被杀，其中45人死于伊德利卜。活动家报道，在伊德利卜农村发现的23具尸体可以明显看出是因受到了酷刑折磨与集体处决而死。土耳其媒体报道，两名进入叙境内的土耳其记者被Shabiha俘虏并受到酷刑折磨。
3月16日-“外国即刻干预星期五”
当天的口号是“Friday of Immediate Foreign Intervention”，以呼吁国际社会帮助抗议者与反对派对抗当局部队的袭击。当天有许多示威活动发生，最大规模的发生在阿勒颇、霍姆斯、哈马、卡米什利、大马士革及其郊区、伊德利卜省和德拉省。而在东北部城市拉卡，部队朝大批示威者开火，据报道有许多人被打死，之后位于当地的一些士兵变节并与效忠当局的部队交火。此外，自由军也加强了对大马士革及其郊区的当局部队的攻击力度。
土耳其政府要求所有居住于叙境内的土公民回国，并公开宣布他们正在考虑在叙北部边境地带设立一个缓冲区。
LCC报道，截止中午有46个平民被部队打死，其中37人死于伊德利卜省。
3月17日
叙国家电视台报道，首都大马士革发生了两起针对安全与情报机构大楼的汽车炸弹袭击事件，造成27人死亡和97人受伤，死者大多为平民。叙当局称袭击是煽动叙反政府示威的“恐怖分子”所做的，一些叙国营电视台的评论员将这次袭击事件归咎于卡塔尔和沙特阿拉伯。反对派则指责说这些爆炸案都是阿萨德政权策划的，目的在于抹黑反对派以为镇压行动继续制造借口和转移矛盾视线。
LCC报道，当天有16人被部队打死，其中6人死于拉卡，并有2人死于酷刑。
3月18日
在北部城市阿勒颇发生的一起汽车炸弹导致至少3人死亡和25人受伤。
LCC报道，当天有37人被部队打死，其中12人死于伊德利卜。
3月19日
叙军队情报指挥官Abdel Barakat变节进入到了土耳其，他携带了数百个记载有当局命令对抗议者镇压的公文与档案，其中泄露的一些资料显示：部队准备袭击大马士革与阿勒颇的抗议活动的计划安排，以及如何将军事间谍安插在阿盟所派的外国观察员中的命令。Abdel Barakat之前负责收集情报，他曾是巴沙尔·阿萨德最信任的高级军官之一。不过在他公开正式变节的数月之前，他已经暗中成为一名反对派分子，在这段时间他已经将他的任何活着的亲人都转移到了土境内。
在大马士革中部，自由军与当局部队发生了猛烈的交火，以Mezzeh地区尤为激烈——当地居民说爆炸声和枪声在夜间持续了数个小时。
土耳其官方宣布3月18日又有两名将军变节进入到了土境内。
LCC报道，当天有30个平民被部队打死，其中9人死于代尔祖尔，6人死于霍姆斯。
3月20日
LCC报道，当天有57个平民被部队打死，主要发生在霍姆斯和代尔祖尔。

### 下旬
3月21日
据报道当天有70个平民被部队打死，其中40人死于霍姆斯（当中25人死于一次屠杀事件中）。
3月22日
当天有63个平民被部队打死，其中有12人是正试图逃往土耳其时被害的。
3月23日-“大马士革星期五”
当天的口号是“Friday of Damascus”，尽管此时正值自由军与当局部队在各地发生激烈的交火，每周五的大型抗议活动依然在各地展开。叙人权观察报道，各地有数十万的民众举行了反政府示威，最大规模的发生在大马士革中部及其郊区、德拉、卡米什利、哈塞克、伊德利卜省、阿勒颇省、霍姆斯省以及哈马省。据报道，共有59名抗议者被部队打死。
一名来自叙空军的飞行员变节进入土耳其。他之前并没有执行攻击平民与抗议者的命令，反而使用战机攻击了位于阿勒颇的当局部队的军事建筑。全国委员会的一位成员证实了这个消息，并表示巴沙尔政府对军队的控制已经变的越来越不稳固，由于当局害怕军队飞行员以后可能会使用战机攻击总统府，因此所派出的空军飞行员不再携带弹药。
当天联合国人权理事会以41票赞成，俄罗斯、中国、古巴3票反对，厄瓜多尔和乌干达2票弃权的表决结果通过了针对叙人权状况的决议草案，决议谴责叙当局严重侵犯人权的暴行，决定延长调查叙利亚人权状况的独立调查委员会的任期。　　
3月24日
LCC报道，当天有45个平民被部队打死，主要发生在伊德利卜与霍姆斯。
3月25日
当天有65个平民死亡，大多死于部队对霍姆斯的轰炸。
3月26日
当局部队开始重新炮轰大马士革的郊区Zabadani，打死4人。
当天有70人死亡，主要发生在霍姆斯。反对派报道，空军情报部门的主管Iyad Mando在大马士革被自由军暗杀。
3月27日
LCC报道，当天有70个平民被部队打死，其中40人死于伊德利卜（位于伊德利卜的Saraqib有23人被集体处决）。
3月28日
LCC报道，当天有30个平民被部队打死，其中13人死于霍姆斯。
两名阿尔及利亚裔的英国记者在通过边境从土耳其进入叙利亚时被Shabiha杀害。
3月29日
全国有60个平民被部队打死，主要发生在霍姆斯和伊德利卜。自由军在阿勒颇暗杀了两名当局军队的上校，并在大马士革绑架了一名空军将军。有视频显示，有三名当局的准将变节加入自由军。
3月30日-“阿拉伯人与穆斯林辜负了我们星期五”
当天的口号是“The Arabs and the Muslims failed us”，以表达对阿拉伯国家消极作为的不满。当天的大型抗议活动主要发生在大马士革及其郊区、哈马、霍姆斯、伊德利卜省、阿勒颇省和德拉省。有55名抗议者与平民被部队打死，主要发生在霍姆斯和代尔祖尔。
3月31日
40个平民被部队打死，主要发生在霍姆斯。

## 四月

### 上旬
4月1日
70个平民死于部队对霍姆斯中部地区和代尔祖尔的炮击。
第二次“叙利亚之友”国际会议在土耳其伊斯坦布尔举行，有80多个国家与国际组织的政府代表出席。会议继续承认全国委员会是叙利亚人民的合法代表，并加强对反对派的支持力度。海湾国家宣布他们将开始资助自由叙利亚军，并为反对派士兵和变节官兵发放薪水。
4月2日
65个平民死于部队的炮击，主要发生在霍姆斯和代尔祖尔。自由军占领了霍姆斯的国家医院，并在停尸房发现了75具无法辨认身份的尸体。因此当天的遇难人数达到140人。
4月3日
部队对霍姆斯和大马士革郊区Zabadani的袭击造成29个平民死亡。
LCC报道，当天有74个平民死亡，主要发生于霍姆斯和伊德利卜。
4月4日
101个平民被部队打死，主要死于部队对霍姆斯和伊德利卜省的轰炸。
4月5日
70个平民被部队打死，主要发生于霍姆斯和伊德利卜。
4月6日-“筹备自由叙利亚军星期五”
当天的口号是“Friday of preparing the Free Syrian Army”，以继续声援和支持自由军。最大型的抗议活动发生在大马士革及其郊区、霍姆斯省、德拉省、伊德利卜省、阿勒颇以及哈马。当天有数千人从阿勒颇省逃到土耳其。共计51个平民死亡，主要死于部队对霍姆斯的轰炸。
此外，据报道有超过100人死于部队对Taftanaz和伊德利卜的屠杀。从Taftanaz逃亡到土耳其的难民表示，他们看到了许多新的坟墓，当局部队也焚烧了许多居民的房屋。
4月7日
截止中午，据报道已有超过150人死亡，主要发生于霍姆斯。而在哈马的一个村庄，也有超过50人被部队打死。
4月8日
叙政府宣布，只有反对派保证停止一切暴力活动，当局才会遵守安南的六点计划从各地撤军。LCC报道，当天有45个平民被部队打死，主要发生在霍姆斯和伊德利卜。
4月9日
160个平民被部队打死，其中52死于霍姆斯，45人死于阿勒颇省，36人死于哈马。
4月10日
101个平民被部队打死，其中56人死于霍姆斯，22人死于哈马。

### 中旬
4月11日
截止中午，LCC报道全国有超过100个平民死亡，其中57人死于霍姆斯。
4月12日
安南呼吁停火的声音开始得到贯彻实施，不过仍有个别暴力事件发生。当局部队并没有撤出任何重型武器。在阿勒颇附近，一个爆炸导致一个士兵死亡，以及24个士兵受伤。
LCC报道22个平民被部队打死，其中9人死于霍姆斯。
4月13日-“为了全体叙利亚人而革命星期五”
周五大型抗议活动如期举行，最大规模的发生于阿勒颇、大马士革及其郊区、拉塔基亚、代尔祖尔、德拉、伊德利卜省、霍姆斯、哈马。报道称截止晚上有11名抗议者死亡。而在Zabadani和霍姆斯的al Quseir地区有炮击发生。
4月14日
27个平民被部队打死，其中13人死于部队对霍姆斯的炮击。而在阿勒颇，部队朝一个葬礼人群开火，导致8人遇难。
4月15日
28个平民死亡，大多死于部队对霍姆斯的炮击。
4月16日
55个平民死亡，其中26人死于伊德利卜。
4月17日
77个平民被杀，主要死于霍姆斯和伊德利卜。
4月18日

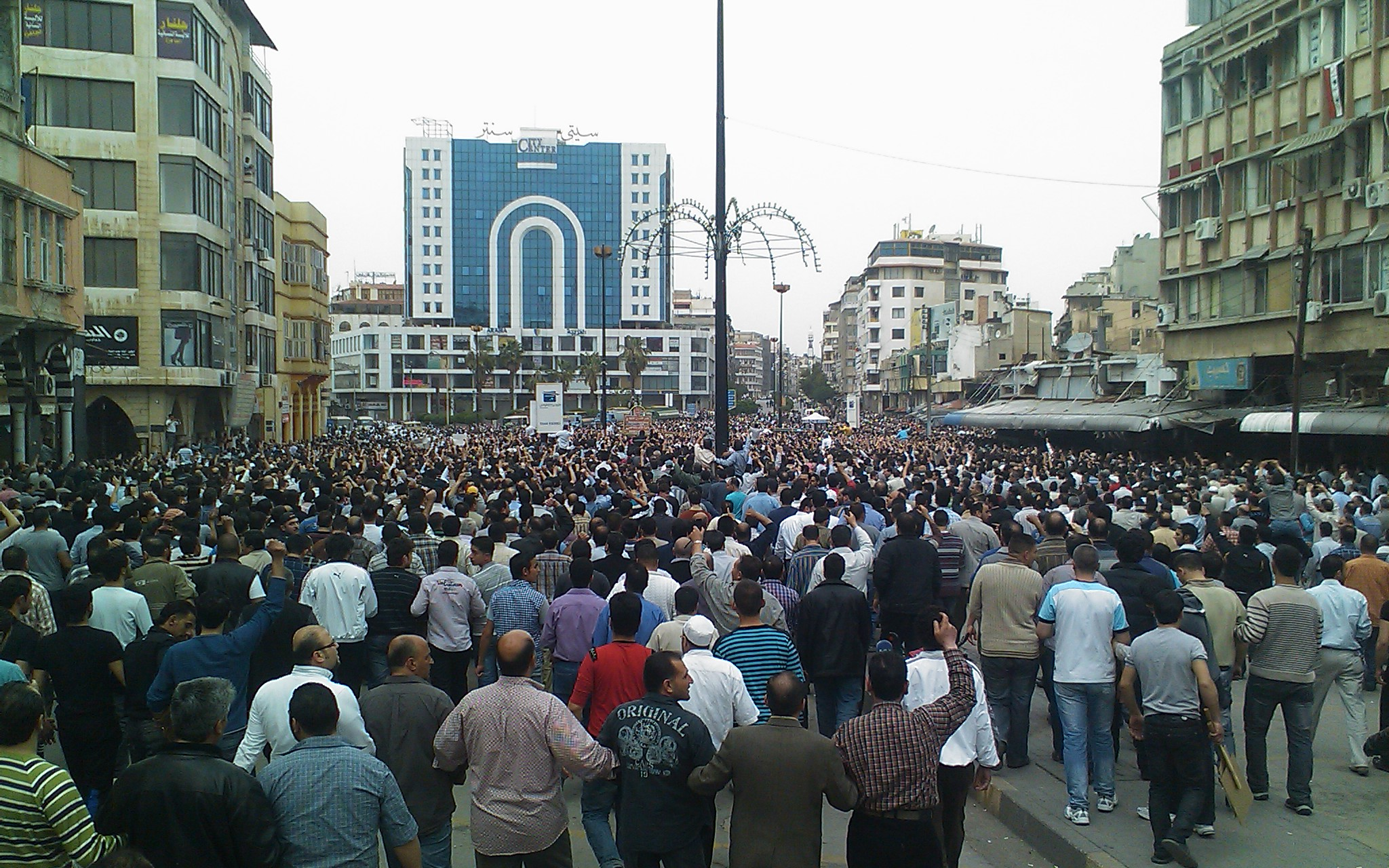
2012年4月18日霍姆斯举行的大型反当局集会

至少32个平民遇难，主要死于霍姆斯、伊德利卜和大马士革。而在伊德利卜附近，有10个当局士兵死于一个炸弹。
联合国秘书长潘基文表示，一些联合国监督员已经抵达叙利亚，他说在大马士革郊区Arbeen的观察员受到了暴力威胁，当时一群反政府抗议者包围在行驶中的监督员车辆周围，人群受到部队的射击后，一辆监督员所乘坐的联合国车辆被枪火击中受损。
4月19日
变节官员Abdel-Majeed Barakat公开了更多的叙当局打压抗议活动的部署计划。
42个平民被打死，其中27人死于霍姆斯。
4月20日-“革命将会取胜星期五”
本周五的口号是"The Revolution will be Victorious"。大型抗议活动主要发生于阿勒颇、大马士革及其郊区、德拉、伊德利卜、霍姆斯、代尔祖尔，以及哈马省、拉卡与哈塞克省。当天有超过50个平民被杀，主要发生于伊德利卜。当局部队继续猛烈袭击霍姆斯的Khalidya地区。国家电视台报道说在库奈特拉有10个当局士兵被反对派打死。

### 下旬
4月21日
至少40个平民被部队打死，主要发生在霍姆斯和德拉。
联合国安理会当天一致通过决议，向叙派遣一个为期90天、由300名军事观察员和文职人员组成的监督团，以监督各方停止武装暴力。
4月22日
22个平民死于部队对大马士革郊区的炮击。
4月23日
据报道，有38个平民死于部队对哈马的炮击。20个平民死于部队对杜馬的袭击。此外，还有22个平民死于霍姆斯、伊德利卜和德拉等其他地区。因此当天遇难人数达到80人。
4月24日
38个平民被部队打死，其中包括在霍姆斯死亡的10多人和在大马士革郊区遇难的9人。
4月25日
据报道，超过100个平民被害，其中至少70人死于哈马。
4月26日
至少28个平民被杀，主要发生在哈马。
4月27日-“保持耐心真主终将显灵星期五”
当天的活动口号是"God is coming, no impatience"，最大规模的示威发生于阿勒颇、霍姆斯、哈马、伊德利卜省、德拉省，以及大马士革及其郊区。共有16人被部队枪杀，而在大马士革al-Midan地区有9人死于一个自杀式炸弹袭击。
4月28日
当天在大马士革和拉塔基亚的冲突中，有数百名当局士兵变节成为反对派。截止中午有15个平民被杀，9个当局士兵、反对派死于冲突中。此外，反对派在拉塔基亚附近采用水陆两栖的方式攻击了当局部队。
4月29日
LCC报道，29个平民和2个反对派成员被部队打死。
4月30日
20个政府军死于伊德利卜的三次连环爆炸。在大马士革Qudsaya的一个汽车炸弹导致多人死伤。此外，各地还有28个平民被部队打死，主要发生于霍姆斯。

## 延伸閱讀
- 趙景倫，美歐為何要逼敍利亞總統巴沙爾下台？（页面存档备份，存于），信報論壇，2012-02-14